# Ingram (Northumberland)
Ingram è un paese della contea del Northumberland, in Inghilterra.